# Ligidium burmanicum
Ligidium burmanicum is een pissebed uit de familie Ligiidae. De wetenschappelijke naam van de soort is voor het eerst geldig gepubliceerd in 1946 door Verhoeff.